# Pearl (poema)
Pearl è un poema medievale del XIV secolo, tra i più significativi esempi della letteratura in medio inglese. Il testo combina elementi di allegoria medievale e del genere letterario della visione e fa ricorso ampio, benché non sistematico, al metro allitterativo.
Nell'opera, un padre in lutto per la morte di sua figlia (che egli chiama la sua perla, da cui il titolo) si addormenta in un giardino. Incontra in sogno la figura della "Fanciulla-Perla", sulla riva opposta di un ruscello, in un paesaggio sovrannaturale. In tutta risposta alle sue domande e ai tentativi di riabbracciarla, Perla replica elencando dogmi del cristianesimo, fino a mostrargli la Gerusalemme celeste, e sé stessa nel corteo dei seguaci del Cristo. Il sognatore prova ad attraversare il ruscello, ma non appena lo fa si risveglia e medita sul sogno.
Pearl è tramandato da un unico manoscritto, il MS Cotton Nero A X (oggi alla British Library), che contiene anche altri due poemetti, Patience e Purity, oltre al romanzo cavalleresco Sir Gawain e il Cavaliere Verde; le affinità stilistiche tra tutti e quattro hanno portato a identificare un unico anonimo autore, noto come "Poeta del Pearl" o "Poeta del Gawain". La prima edizione a stampa integrale di questi testi fu pubblicata dalla Early English Text Society nel 1864.

## Autore
L'autore è per noi anonimo, ma è possibile desumere alcune informazioni su di lui dai suoi testi. Il manoscritto che li tramanda, siglato "Cotton Nero A X" – era parte della collezione di Robert Bruce Cotton, collezionista seicentesco di testi inglesi medievali; prima di pervenire a Cotton, appartenne a Henry Savile. Non si sa nulla della sua provenienza precedente, anzi - fino al 1824, quando fu descritto nella seconda edizione della History of British Poetry di Thomas Warton, a cura di Richard Price - il codice era misconosciuto al pubblico in generale.
Il manoscritto data alla seconda metà del XV secolo, quindi è probabile che l'autore di Pearl fu contemporaneo di Geoffrey Chaucer, anche se è improbabile che i due si siano conosciuti personalmente. Il codice - vergato comunque non dal poeta, ma da un amanuense - contiene anche Sir Gawain e il Cavaliere Verde, Patience e Purity; benché nulla confermi in maniera esplicita che i quattro poemi si debbano a un unico autore, l'analisi comparativa del dialetto, del verso e della dizione poetica hanno puntato in questa direzione.
Nel 1925, J. R. R. Tolkien e E. V. Gordon tracciarono il seguente profilo del "Pearl Poet:
«Un uomo di animo serio e devoto, non privo di umorismo; con un interesse, e una certa dimestichezza, per la teologia, benché forse amatoriale più che professionistico; possedeva libri in latino e in francese; la sua dimora era nelle Midlands occidentali, come dimostrano la lingua, il metro e l’ambientazione».
L'analisi del dialetto suggerisce in effetti un'origine nello Shropshire, Cheshire o Staffordshire.
Alcuni studiosi hanno ipotizzato un possibile legame con il poema St. Erkenwald, dallo stile simile al Sir Gawain.
Tra i candidati per l'attribuzione è stato fatto il nome di John Massey, del villaggio di Cotton nel Cheshire.

## Genere e poetica
Sin dalla prima pubblicazione del poema, alla fine del XIX secolo, si è sviluppato un ampio dibattito critico sulla questione del genere a cui Perle appartiene. I primi editori, come Richard Morris, Israel Gollancz e Charles Osgood, presumevano senza esitazione che il testo fosse un’elegia dedicata alla figlia perduta del poeta (presumibilmente chiamata Margaret, cioè “perla”). Tuttavia, diversi studiosi – tra cui W. H. Schofield, R. M. Garrett e W. K. Greene – misero rapidamente in luce i limiti di questa ipotesi, cercando invece di proporre una lettura allegorica definitiva del poema.
Non vi è dubbio che l’opera contenga elementi riconducibili all’allegoria e alla visione, così come al genere dei lapidari. Tuttavia, tutti i tentativi di ridurre il complesso simbolismo del testo a un’unica interpretazione si sono rivelati insoddisfacenti. La critica più recente ha evidenziato che proprio la natura ambigua e mutevole del simbolo della perla costituisce uno dei principali punti di forza dell’opera. È stato riconosciuto che non vi è contraddizione tra gli aspetti elegiaci e quelli allegorici del poema, e che la raffinata allegoricità della “Fanciulla‑Perla” non rappresenta un’anomalia, ma trova diversi e noti paralleli nella letteratura medievale, tra cui uno dei più celebri è senz’altro la Beatrice della Divina Commedia di Dante.
Oltre al piano simbolico, anche dal punto di vista formale Perle colpisce per la sua straordinaria complessità: è stata definita da un eminente studioso «la poesia più elaborata e intrinsecamente costruita di tutta la letteratura inglese media» (Bishop, p. 27). Il poema consta di 1 212 versi, organizzati in 101 strofe di 12 versi ciascuna, con schema metrico ABABABABBCBC. Le strofe sono raggruppate in sezioni di cinque (ad eccezione della quindicesima, che ne contiene sei), ciascuna contrassegnata da una lettera maiuscola nel manoscritto. All’interno di ogni sezione, le strofe sono collegate tra loro da una “parola‑chiave di collegamento”, che compare nell’ultimo verso dell’ultima strofa di una sezione e viene ripresa nel primo verso della sezione successiva.
Questo procedimento accentua la tanto celebrata “circolarità” del poema, che viene completata dalla ripetizione, nel primo verso della prima strofa, della parola‑chiave conclusiva dell’ultima. In tal modo, l’intera struttura testuale risulta chiusa ad anello. L’uso dell’allitterazione è frequente, sebbene non sistematico, e il testo impiega molte altre raffinate tecniche poetiche.

## Struttura e contenuto
Il poema può essere diviso in tre sezioni fondamentali.

### Prologo (strofe I-IV)
Il narratore, afflitto per la perdita della figlia, si addormenta in un "verde giardino". Ha un sogno in cui è trasportato in un giardino ultraterreno (con un'opposizione tra la sfera terrestre e quella divina, ricorrente nel poema). Mentre vaga lungo il corso di un rivo ameno, si convince che al di là di questo si trovi il paradiso terrestre; mentre cerca con gli occhi un punto ove poter guadare, sulla riva opposta avvista la Vergine-Perla, che gli dà il benvenuto.

### Dialogo (strofe V-XV)
Il narratore interroga la fanciulla, chiedendole se è la "perla" che egli ha perduto; lei gli risponde che la perla non è andata perduta, ma era semplicemente una rosa naturalmente appassita. L'uomo manifesta l'intenzione di attraversare il ruscello, ma lei gli risponde che ciò non è facile e che egli deve rassegnarsi alla volontà di Dio. Quando la interroga sulla sua condizione attuale, ella risponde che l'Agnello l'ha accolta come Sua regina.
L'uomo si chiede come ciò sia possibile, anche perché la fanciulla se ne andò troppo giovane per acquisire una così alta posizione solo in virtù delle sue azioni; ella spiega che nessuno usurpa la posizione di Maria, ma tutti i beati sono membri del corpo di Cristo, adducendo a conforto la parabola dei lavoratori della vigna. Il narratore obietta all'idea che Dio possa accordare ad ognuno la stessa ricompensa, a prescindere dai differenti meriti, e Perla gli conferma invero che Dio dà a tutti il medesimo dono: la redenzione di Cristo.
Perla procede, esponendo vari aspetti su peccato, pentimento, grazia e salvezza. Descrive quindi la Gerusalemme terrena e la Gerusalemme celeste, rifacendosi a Giovanni apostolo, e dilungandosi sul sacrificio di Gesù e sulla sua gloria presente. Quindi indossa la perla di gran prezzo, ed esorta il narratore ad abbandonare tutto il resto e procurarsela.

### Epilogo (strofe XVI-XX)
Il narratore chiede ulteriori informazioni sulla Gerusalemme celeste; ella risponde che è la città di Dio. Egli chiede di recarsi lì; lei risponde che ciò è impossibile, ma potrà vederla grazie a una deroga speciale. Si incamminano lungo il fiume e, come promesso, il narratore vede la città, e il corteo dei beati. Nel tentativo di raggiungerla, si tuffa nel fiume solo per risvegliarsi nel giardino, e meditare sulla visione che ha avuto.

## Analisi
Temi centrali nel poema sono la morte e la caducità. Oltre alla parabola dei lavoratori nella vigna (presentata tra le strofe 42 e 60), vi è un chiaro riferimento a un altro passo biblico: il discorso della montagna nel Vangelo di Matteo tale insegnamento risulta fondamentale per la comprensione della morte da parte del protagonista: all'inizio del testo infatti egli appare tormentato da immagini di morte e decadimento legate alla figlia defunta. Il poema insiste ripetutamente sulle mancanze della visione materialistica del padre: la fanciulla non lo chiama mai per nome, ma solo "orefice", dal momento che è incapace di riconoscere la ricchezza celeste ed autentica della figlia. La purezza e innocenza di lei sono evidenziate da vari elementi: l'abito bianco, la luce che la circonda, il pallore del volto, tutti attributi che rimandano alla metafora della perla. L'apparizione rivela infine con gioia di essere ormai accanto a Cristo come una delle 144.000 spose dell'Agnello.
Anche la struttura metrica del testo, di 1212 versi, sembra richiamare la città celeste descritta nell'Apocalisse di Giovanni, basata sul numero 12. Tale simmetria poetica tuttavia apparentemente è infranta dalla presenza di 101, anziché 100 strofe; alcuni critici hanno interpretato tale aggiunta come simbolo dell'incastonatura della perla; altri, come Sarah Stanbury, ritengono invece che "suggerisca un nuovo inizio dopo il ritorno" (del padre dalla visione). Verso la fine del poema, si presenta una descrizione onirica della beatitudine spirituale che attende i giusti nella cittadella dorata, situata su un colle di pietre preziose. In questo scenario, si assiste a un graduale cedimento della compostezza del protagonista, che fatica a comprendere le convenzioni di quel regno. Il suo atteggiamento possessivo (si riferisce alla fanciulla come "mia Perla") riflette le norme sociali del tempo, in cui «la donna non ha una vita al di fuori della casa, ma si muove dalla condizione di figlia a quella di moglie». Tale cammino fu interrotto dalla morte della fanciulla; il padre, tuttavia, ritiene (erroneamente) di poter restare in paradiso anche in mancanza di una specifica concessione da parte della fanciulla, la quale prova a impartire al sognatore un insegnamento morale, benché con scarso successo: nelle ultime strofe l'orefice tenta ostinatamente di saltare il ruscello che separa il mondo dei vivi dal paradiso, solo per risvegliarsi nel giardino.

## Adattamenti
- Perle, rappresentazione teatrale di Thomas Eccleshare (Soho Theatre, 2013)[11]
- Le Mediæval Bæbes hanno musicato brani del poema (album Worldes Blysse, 1998)